# Parotia wahnesi
La paradisea dalle sei penne di Wahnes (Parotia wahnesi Rothschild, 1906), nota anche come paradisea dalle sei penne di Huon, è un uccello passeriforme della famiglia Paradisaeidae.

## Descrizione

### Dimensioni
Misura circa 36-43 cm di lunghezza (dei quali un terzo spetta alla coda), per un peso di 144-272 g: i maschi, a parità d'età, sono leggermente più grossi e pesanti rispetto alle femmine.

### Aspetto
La paradisea dalle sei penne di Wahne può ricordrare a prima vista un merlo dal petto iridescente: essa differisce dagli altri uccelli del paradiso dalle sei penne per la lunga coda.

La specie presenta dicromatismo sessuale: il maschio, infatti, è completamente nero con riflessi metallici purpurei, ad eccezione di una piccola cresta erettile di colore arancio alla base del becco, di un'area metallizzata verde-azzurra sulla nuca ed una del medesimo colore sul petto. La femmina, invece, presenta testa nerastra con un sopracciglio biancastro sull'occhio, mentre il dorso e la coda sono di color nocciola ed l'area ventrale è giallastra con striature scure irregolari dovute all'orlo scuro di ciascuna penna. Ambedue i sessi presentano becco e zampe di colore nero ed occhi azzurri.

## Distribuzione e habitat
Questi uccelli sono endemici della Nuova Guinea, dove vivono nella penisola di Huon e nei monti Adelbert, nella provincia di Madang.
L'habitat di questa specie è rappresentato dalle aree di foresta pluviale montana e subalpina, sia primaria che secondaria, fra i 1000 e i 1700 m di quota.

## Biologia
La paradisea dalle sei penne di Wahnes è un uccello dalle abitudini solitarie e diurne, molto timido, che passa la maggior parte del tempo alla ricerca di cibo nella foresta.

### Alimentazione
Come altre specie affini, si tratta di uccelli che si nutrono principalmente di frutta ma anche di piccoli animali, e che in cattività sono stati osservati mangiare anche foglie.

### Riproduzione
Sebbene sia stato osservato il rituale di corteggiamento ed un nido con due uova, peraltro di dimensioni inaspettatamente piccole (40 x 26 mm), la riproduzione di questi uccelli rimane in larga parte ignota: si ha motivo di ritenere tuttavia che essa non differisca significativamente per modalità e tempistica da quella degli altri uccelli del paradiso, in cui i maschi sono poligini e le femmine si fanno carico della costruzione del nido, della cova e della cura dei pulli.

## Tassonomia
La specie è monotipica.
Il nome scientifico della paradisea dalle sei penne di Wahne, dal quale deriva anche il nome comune, venne scelto in omaggio a Carl Wahne, il primo ad ottenere degli esemplari da descrivere scientificamente.